# Horbok
Horbok (ukrajinsky Горбок) je osada obce Dorobratovo, v městské komunitě Mukačevo, v Zakarpatské oblasti Ukrajiny. V roce 2025 zde žilo 778 osob.

## Historie
První písemná zmínka o vsi pochází z roku 1398. Do roku 1919 byla ves součástí Uherska a byla uváděna jako Sarkad, Oroszfalu nebo Kissarkad. V období mezi světovými válkami byla obec součástí první československé republiky; v tomto období byla uváděna jako Šarkad nebo Sarkad (ukrajinsky Шаркадь).